# الدفاع عن الصحة
يشمل الدفاع عن الصحة أو النشاط الصحي الخدمة المباشرة للفرد أو الأسرة بالإضافة إلى الأنشطة التي تعزز الصحة، والوصول إلى الرعاية الصحية في المجتمعات وعامة الجمهور. يدعم المناصرون ويعززون حقوق المريض في مجال الرعاية الصحية، ويساعدون في بناء القدرات لتحسين صحة المجتمع وتعزيز مبادرات السياسة الصحية التي تُركز على الرعاية المُتاحة، والآمنة والجيدة. إن المدافعين عن الصحة هم الأنسب لمواجهة التحدي المتمثل في الرعاية التي تركز على المريض في نظامنا للرعاية الصحية المعقدة. يُعرّف معهد الطب (IOM) الرعاية التي تتمحور حول المريض على النحو التالي: الرعاية الصحية التي تنشئ شراكة بين الممارسين والمرضى وعائلاتهم (عند الاقتضاء) للتأكد من أن القرارات تحترم رغبات المرضى واحتياجاتهم وتفضيلاتهم وأن المرضى لديهم التعليم والدعم الذي يحتاجون إليه لاتخاذ القرارات والمشاركة في رعايتهم الخاصة. الرعاية التي تركز على المريض هي أيضاً أحد الأهداف الشاملة للدعوة الصحية، بالإضافة إلى أنظمة طبية أكثر أماناً، ومشاركة أكبر للمرضى في تقديم وتصميم الرعاية الصحية.
ممثلو المرضى وأمناء المظالم والمعلمون ومديرو الرعاية ومرشدو المرضى والمستشارون الصحيون هم من المدافعين عن الصحة الذين يعملون في بيئات رعاية المرضى المباشرة، بما في ذلك المستشفيات والمراكز الصحية المجتمعية ومرافق الرعاية طويلة الأجل وبرامج خدمات المرضى للمنظمات غير الهادفة للربح أو في القطاع الخاص، على شكل ممارسة مستقلة. إنهم يتعاونون مع مقدمي الرعاية الصحية الآخرين للتوسط في الصراع وتسهيل التغيير الإيجابي، مثل المعلمين والمتخصصين في المعلومات الصحية، يعمل المدافعون على تمكين الآخرين.
في ميادين السياسة، يعمل دعاة الصحة من أجل التغيير الإيجابي في نظام الرعاية الصحية، وتحسين الوصول إلى رعاية جيدة، وحماية وتعزيز حقوق المريض من المناصب في الوكالات الحكومية، والجمعيات التطوعية الخاصة بالأمراض، والمنظمات الشعبية والمؤسسات الوطنية للسياسة الصحية ووسائل الإعلام.
قد يكون هناك تمييز بين المدافعين عن المرضى، الذين يعملون بشكل خاص مع أو نيابة عن المرضى الأفراد والأسر، أو في الجمعيات التطوعية الخاصة بمرض معين، والمدافعين عن الصحة، الذين يركز عملهم بشكل أكبر على المجتمعات أو السياسات أو النظام ككل. ومع ذلك، غالباً، يُستخدم المصطلحان «محامي المريض» و«المدافع عن الصحة» بشكل متكافئ.
تشمل المجالات سريعة النمو للدعوة الصحية المدافعين في إعدادات البحث السريري، ولا سيما أولئك الذين يركزون على حماية الأشخاص الذين يخضعون للبحث الطبي، والدعاة في العديد من الجمعيات الخاصة بالأمراض، ولا سيما تلك التي تركز على الاضطرابات الوراثية أو الحالات المزمنة المنتشرة على نطاق واسع، والدعاة الذين يخدمون العملاء في الممارسة الخاصة، بمفردها أو في الشركات الكبرى.

## تاريخ
نشأ مجال منفصل ومحدد من الدفاع عن الصحة من حركة حقوق المريض في السبعينيات. الواضح أن هذه كانت فترة وَفر فيها النهج «القائم على الحقوق» الأساس لكثير من العمل الاجتماعي. جاء «الإلهام» الأولي لـ «وثيقة حقوق المريض» من منظمة مناصرة، وهي المنظمة الوطنية لحقوق الرفاهية (نيرو). في عام 1970، دُمِجت قائمة نيرو لحقوق المرضى في معايير اعتماد اللجنة المشتركة للمستشفيات،  وأعيد طبعها وتوزيعها من قِبل مجموعة كتاب صحة المرأة في بوسطن مؤلفو «أجسادنا أنفسنا»  كجزء من برنامج التثقيف الصحي للمرأة. أصبحت ديباجة وثيقة نيرو أساس وثيقة حقوق المريض التي اعتمدتها جمعية المستشفيات الأمريكية في عام 1972.
نشأت دعوة المرضى، مثل الممارسة القائمة على المستشفى، من حركة حقوق المريض هذه: كانت هناك حاجة إلى المدافعين عن المرضى (غالباً ما يطلق عليهم ممثلو المرضى) لحماية وتعزيز حقوق المرضى في وقت كانت فيه الإقامة في المستشفى طويلة وحادة –أمراض القلب والسكتة الدماغية والسرطان– وقد ساهمت في ازدهار نمو المستشفيات. انتقد مصلحو الرعاية الصحية في ذلك الوقت هذا النمو من خلال الاستشهاد بقانون رومر: «سرير المستشفى الذي يوضع يمكن أن يكون ممتلئًا». وقد صاغ محللو الصحة الأكثر تطرفاً مصطلح «الإمبراطوريات الصحية»  للإشارة إلى القوة المتزايدة لهذه المؤسسات التعليمية الكبيرة التي ربطت الرعاية في المستشفيات بالتعليم الطبي، ووضع إحداهما في خدمة الآخر، مما يؤدي إلى فقدان التركيز على المريض في العملية.